# Mladen Naletilić
Pour les articles homonymes, voir Tuta.
 (juillet 2013).
Si vous disposez d'ouvrages ou d'articles de référence ou si vous connaissez des sites web de qualité traitant du thème abordé ici, merci de compléter l'article en donnant les références utiles à sa vérifiabilité et en les liant à la section « Notes et références ».
Mladen Naletilić, alias « Tuta », né le 1er décembre 1946 à Široki Brijeg, en Bosnie-Herzégovine, et décédé le 17 décembre 2021 à Mostar (Bosnie-Herzégovine) était le fondateur et le chef de l'unité spéciale Kaznjenička Bojna (KB) du Conseil de défense croate (HVO) pendant la guerre de Bosnie.
Il fut inculpé par le TPIY de crimes contre l’humanité et crimes de guerre commis à l’encontre de musulmans dans la région de Mostar lors du conflit croato-musulman (1993-1994).

Connu comme un des parrains de la mafia de Mostar, Mladen Naletilić disposait d'entrées privilégiées à Zagreb sous le régime de Franjo Tudjman.
Après son arrestation en 1997 et un bras de fer entre le TPIY et la Croatie, il fut finalement transféré vers La Haye en mars 2000 et condamné à 20 ans d'emprisonnement en mars 2003.

## Biographie

### Acte d’accusation

#### Faits reprochés

Écusson du bataillon des prisonniers ATJ (1993).

D’après l’acte d’accusation du 28 novembre 2000, Mladen Naletilić est accusé d’avoir commandité les attaques de villes et de villages en Bosnie-Herzégovine, en particulier dans les municipalités de Jablanica et de Mostar. Ainsi le KB, aux côtés d’autres unités de l’Armée de la République de Croatie (« HV ») et le Conseil de défense croate (« HVO »), a par la suite expulsé et transféré de force la population civile musulmane de Bosnie. De même il a procédé à l’arrestation des hommes musulmans de Bosnie et à la destruction des biens appartenant aux musulmans de Bosnie et à la mosquée de Sovici.

Du mois d’avril 1993 à janvier 1994, des Musulmans de Bosnie, civils et prisonniers de guerre également, sous le commandement de Naletilic and Martinovic, furent internés dans le centre de détention Heliodrome et à la base de la compagnie ATG « Mrmak » du KB, dénommée par la suite « Vinko Skrobo ».
Les détenus musulmans de Bosnie auraient subi des tortures continuelles de la part de Naletilic mais aussi de Martinovic et autres subordonnés. Afin d’extorquer des renseignements, les punir, leur faire payer l’évolution défavorable de la situation sur les lignes de front, les intimider, et ce en raison de leur appartenance ethnique ou de leur religion, les Musulmans de Bosnie furent victimes de grandes souffrances physiques et mentales. De même, entre mai 1993 et janvier 1994, les détenus étaient régulièrement emmenés sur les lignes de front afin de les utiliser comme boucliers humains. Ils les obligeaient à accomplir diverses missions dangereuses de soutien militaire au profit de la HV et HVO.

#### Chefs d’accusation
Mladen Naletilić fut accusé par le TPIY de crimes contre l’humanité (Article 5 du Statut –persécutions pour des motifs politiques, raciaux et religieux ; actes inhumains ; assassinat ; torture), infractions graves aux Conventions de Genève de 1949 (Article 2 du Statut - traitement inhumain ; homicide intentionnel ; torture ; le fait de causer intentionnellement de grandes souffrances ou de porter des atteintes graves à l’intégrité physique ou à la santé ; transfert illégal d’un civil ; destruction de biens sur une grande échelle) et violations des lois ou coutumes de la guerre (Article 3 du Statut – traitement cruel ; travail illégal ; meurtre ; destruction sans motif que ne justifient pas les exigences militaires ; pillage de biens publics ou privés ; saisie, destruction ou endommagement délibéré d’édifices consacrés au culte).

### Arrestation et procès
Mladen Naletilić fut arrêté en 1997 en Croatie et transféré après de longues et houleuses négociations au TPIY le 21 mars 2000.

Le procès Naletilić a débuté le 10 septembre 2001 par la présentation des arguments du Procureur et s’est achevé le 31 octobre 2002. Il a plaidé « non coupable » de tous les chefs d’accusation et le 7 décembre 2000, a plaidé « non coupable » des chefs d’accusation modifiés.
Le 31 mars 2003, la Chambre de première instance a rendu son Jugement en déclarant Mladen Naletilić coupable de deux chefs de crimes contre l’humanité, trois chefs de violations des lois et coutumes de la guerre, et trois chefs d’infractions graves aux Conventions de Genève.
Il a été condamné à 20 ans d’emprisonnement.

### Mort
Mladen Naletilić meurt le 17 décembre 2021 à Mostar (Bosnie-Herzégovine).